# Tebacris nigrisoma
Tebacris nigrisoma är en insektsart som beskrevs av Cigliano 1989. Tebacris nigrisoma ingår i släktet Tebacris och familjen Tristiridae. Inga underarter finns listade i Catalogue of Life.